# Юзефув (гміна Пшедбуж)
Юзефув (пол. Józefów) — село в Польщі, у гміні Пшедбуж Радомщанського повіту Лодзинського воєводства.
Населення — 29 осіб (2011).
У 1975-1998 роках село належало до Пйотрковського воєводства.

## Демографія
Демографічна структура станом на 31 березня 2011 року:
|          | Загалом | Допрацездатний вік | Працездатний вік | Постпрацездатний вік |
| -------- | ------- | ------------------ | ---------------- | -------------------- |
| Чоловіки | 11      | 0                  | 7                | 4                    |
| Жінки    | 18      | 1                  | 5                | 12                   |
| Разом    | 29      | 1                  | 12               | 16                   |